# The Science of Patterns
The Science of Patterns – pierwsza EP-ka Tycho i zarazem jego debiut fonograficzny. Wydana w 2002 roku nakładem własnym.

## Historia
Tycho około 2001 roku zainteresował się komponowaniem muzyki. 19 czerwca 2001 roku uległ wypadkowi, po którym był hospitalizowany, a następnie poddany sześciotygodniowej rehabilitacji w domu. Kilka miesięcy później w klubie Marilyn’s w Sacramento dał swój pierwszy koncert. Skomponował pierwsze utwory, które znalazły się na jego debiutanckiej EP-ce, The Science of Patterns, którą wydał własnym nakładem w 2002 roku.
W lutym 2023 roku EP-ka została udostępniona jako NFT, a w kwietniu 2024 roku – jako streaming.

## Lista utworów
Zestaw utworów:
| 1. | Dream As Memory | 3:50  |
|    |                 |       |
| 2. | Human Condition | 5:07  |
|    |                 |       |
| 3. | Red Bridge      | 6:09  |
|    |                 |       |
| 4. | Systems         | 6:14  |
|    |                 |       |
|    |                 | 21:20 |
|    |                 |       |
- Scott Hansen – producent, inżynier dźwięku, projekt okładki, ilustracje

Na wznowieniu z 2007 roku został dodany utwór „In The End” 4:32